# Plectiscidea obscura
Plectiscidea obscura är en stekelart som beskrevs av Rossem 1991. Plectiscidea obscura ingår i släktet Plectiscidea och familjen brokparasitsteklar. Inga underarter finns listade i Catalogue of Life.